# Knut Murkowski
Knut Murkowski (* 1966) ist ein ehemaliger deutscher Basketballspieler.

## Laufbahn
Murkowski, ein 1,85 Meter großer Aufbauspieler, gehörte zur Mannschaft des Zweitligisten MTV Wolfenbüttel, war ab 1988 in derselben Liga Spieler von Eintracht Hildesheim, später wieder in Wolfenbüttel, ehe er im Vorfeld der Saison 1992/93 zum Nachbarn SG Braunschweig in die Basketball-Bundesliga wechselte. In Braunschweig bestritt Murkowski in der Saison 92/93 34 Bundesliga-Spiele, in denen er im Durchschnitt 2,8 Punkte erzielte. Die Hauptrunde des Spieljahres schloss er mit der SG auf dem vierten Rang der Nordstaffel der Bundesliga ab. Damit zog man ins Viertelfinale ein, dort schied man gegen den Ersten der Südstaffel, TTL Bamberg aus.
In der Saison 1993/94 stand Murkowski nicht mehr im Braunschweiger Bundesliga-Aufgebot, für den MTV Wolfenbüttel spielte er danach in der zweiten Liga. Mit Altherren-Mannschaften des MTV/BG Wolfenbüttel nahm er später unter anderem an deutschen Meisterschaftsendrunden teil.